# Go Down Under
Go Down Under — мини-альбом американской панк-рок-супергруппы Me First and the Gimme Gimmes, выпущен 1 февраля 2011 года; в то же время группа отправилась в турне по Австралии. Альбом состоит из кавер-версий австралийских исполнителей.

## Список композиций
| №  | Название                       | Автор(ы)                          | Оригинальный исполнитель | Длительность |
| -- | ------------------------------ | --------------------------------- | ------------------------ | ------------ |
| 1. | «Never Tear Us Apart»          | Andrew Farriss, Michael Hutchence | INXS                     | 2:05         |
| 2. | «All Out of Love»              | Graham Russell, Russell Hitchcock | Air Supply               | 2:55         |
| 3. | «Friday on My Mind»            | The Easybeats                     | The Easybeats            | 2:29         |
| 4. | «Have You Never Been Mellow»   | John Farrar                       | Оливия Ньютон-Джон       | 2:31         |
| 5. | «I've Done Everything for You» | Sammy Hagar                       | Rick Springfield         | 2:05         |

## Участники записи
- Spike Slawson — вокал
- Fat Mike — бас-гитара
- Крис Шифлетт — соло-гитара
- Джоуи Кейп — ритм-гитара
- Dave Raun — ударные